# ニコロ・デッラバーテ

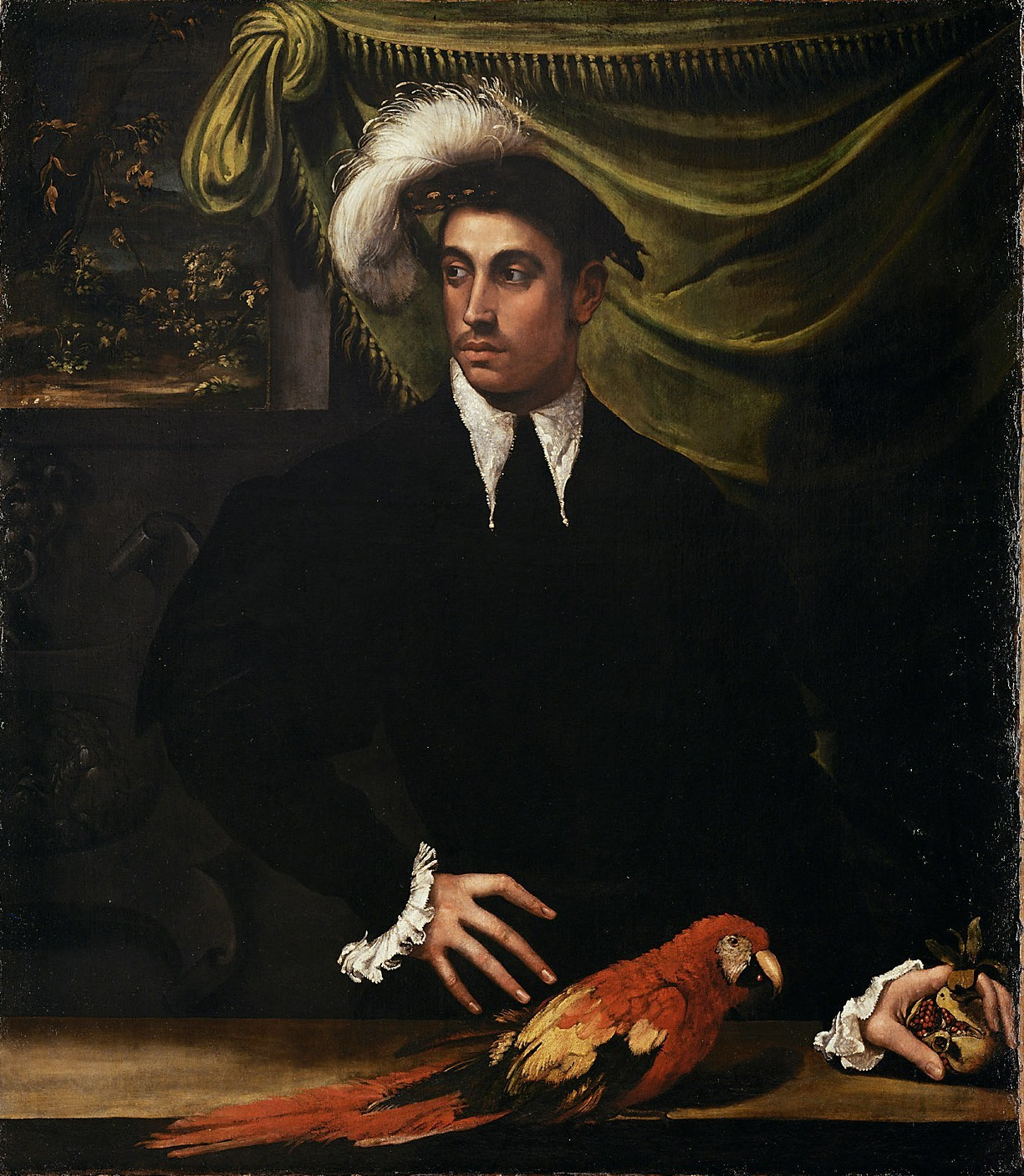
「若い男の肖像」（1540年ごろ）。美術史美術館（ウィーン）

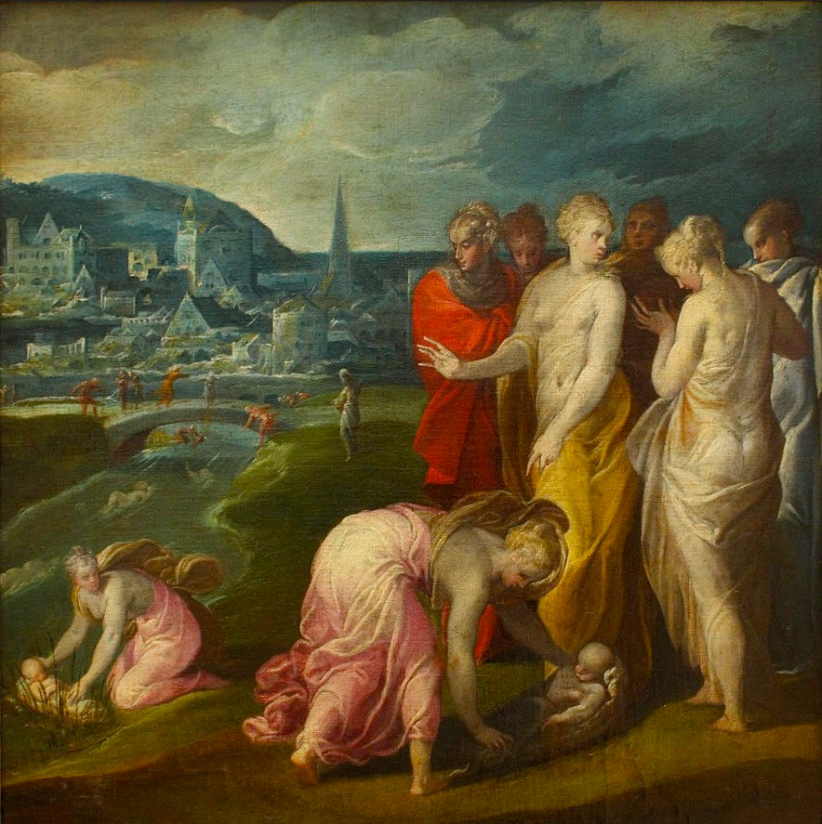
「水から救い出された幼いモーゼ」（1560年）。ルーヴル美術館

ニコロ・デッラバーテ（Niccolò dell'Abbate、1509年または1512年 - 1571年）は、イタリアの画家で室内装飾家。イタリア・ルネサンスをフランスに紹介したフォンテーヌブロー派の1人。

## 生涯
モデナで彫刻家の息子として生まれた。
モデナの彫刻工房で修行し、フェラーラ派のガロファロやドッソ・ドッシの影響を受けた。当時の現代風俗や神話を主題とした長いフリーズを得意とし、Palazzo dei Beccherie（1537年）、スカンディアーノのボイアルド伯のロッカの室内装飾（1540年代初め）、ソラーニャの Rocca dei Meli Lupi の室内装飾（1540年 - 1543年）などの作品がある。
1547年、ボローニャに移り住み、コレッジョやパルミジャニーノの影響で作風が変化した。ボローニャでの彼の作品の多くは、精巧な風景や類型的な貴族の狩猟やミンネの光景が主題で、しばしば神話的物語を並行して扱った。このころ彼は Palazzo Poggi の室内装飾も手がけ、モデナ近郊のサッスオーロの公爵宮殿では「狂えるオルランド」を題材にした一連のフレスコ画を制作した。
1552年にフランスに移り、フランチェスコ・プリマティッチオの下でフォンテーヌブロー宮殿の室内装飾チームの一員として働くようになった。フランスに移って2年弱は、アンヌ・ド・モンモランシーを記念した装飾の図面を描いた（その図面は現在ルーヴルにある）。パリでは、プリマティッチオの設計に基づき Hôtel de Guise（現存しない）の礼拝堂の天井のフレスコ画を描いた。また、個人的に依頼されて神話的主題の風景画の小品（キャンバスに描いた絵）をいくつか描いている。彼の作品の多くは、当時の芸術家がしばしば見過ごしていた芸術の機能を反映している。それは、宮廷で開催される祝宴の際に短期間だけ飾られる装飾である。例えば1571年、シャルル9世とエリザベート・ドートリッシュの結婚後のパリ入城式の装飾などを手がけた。デッラバーテは同年フランスで亡くなった。

## 作品
デッラバーテは神話的物語を含む風景画でよく知られており、クロード・ロランやニコラ・プッサンに影響を与えた。そのフレスコ画の多くは現存していないが、ルーヴル美術館には彼の絵画のコレクションがある。